# 이치노세키정
이치노세키정(一関町)은 이와테현 니시이와이군에 설치되었던 정이다. 현재의 이치노세키시에 해당한다.

## 연혁
- 1875년 10월 17일 - 미즈사와 현에 의한 촌락 통합에 따라 이치노세키 촌·니세키 촌·미노세키 촌이 합병해 이치노세키 촌이 됨.
- 1889년 4월 1일 - 정촌제의 시행에 의해 이치노세키 촌의 대부분이 단독으로 자치체를 형성해, 이치노세키 정이 발족.산세키는 마타키 촌에 합병.
- 1932년 - 이치노세키 출신의 아베 미키시씨 설계에 의한, 동사무소 신축.
- 1948년 4월 1일 - 야마메 정·나카사토 촌·마타키 촌과 합병해 이치노세키 시가 발족.같은 날 이치노세키정이 폐지.